# Iveta Grigule
Iveta Grigule (Riga, 30 settembre 1964) è una politica lettone.

## Biografia
È stata eletta alla Saeima alle elezioni del 2010 nelle liste dell'Unione dei Verdi e degli Agricoltori. È stata riconfermata nel ruolo anche alle elezioni del 2011. Nel 2014 ha manifestato dissenso circa l'adozione dell'Euro da parte della Lettonia.
Nel 2014 è stata eletta al Parlamento Europeo come unica rappresentante dell'Unione dei Verdi e degli Agricoltori, e si è unita al gruppo euroscettico dell'EFDD. Il 16 ottobre ha ufficialmente abbandonato il gruppo parlamentare, causandone lo scioglimento, per passare al gruppo del PPE. Nigel Farage, leader dell'UKIP e vice presidente dell'EFDD ha accusato la Grigule di aver abbandonato il gruppo per ottenere in cambio dal PPE l'elezione a capo della delegazione parlamentare per i rapporti con il Kazakistan. Secondo altre versioni la Grigule ha abbandonato il gruppo in disaccordo con le posizioni pro-Russia tenute dal gruppo parlamentare nelle votazioni riguardanti il conflitto Russia-Ucraina.